# Kino 4D

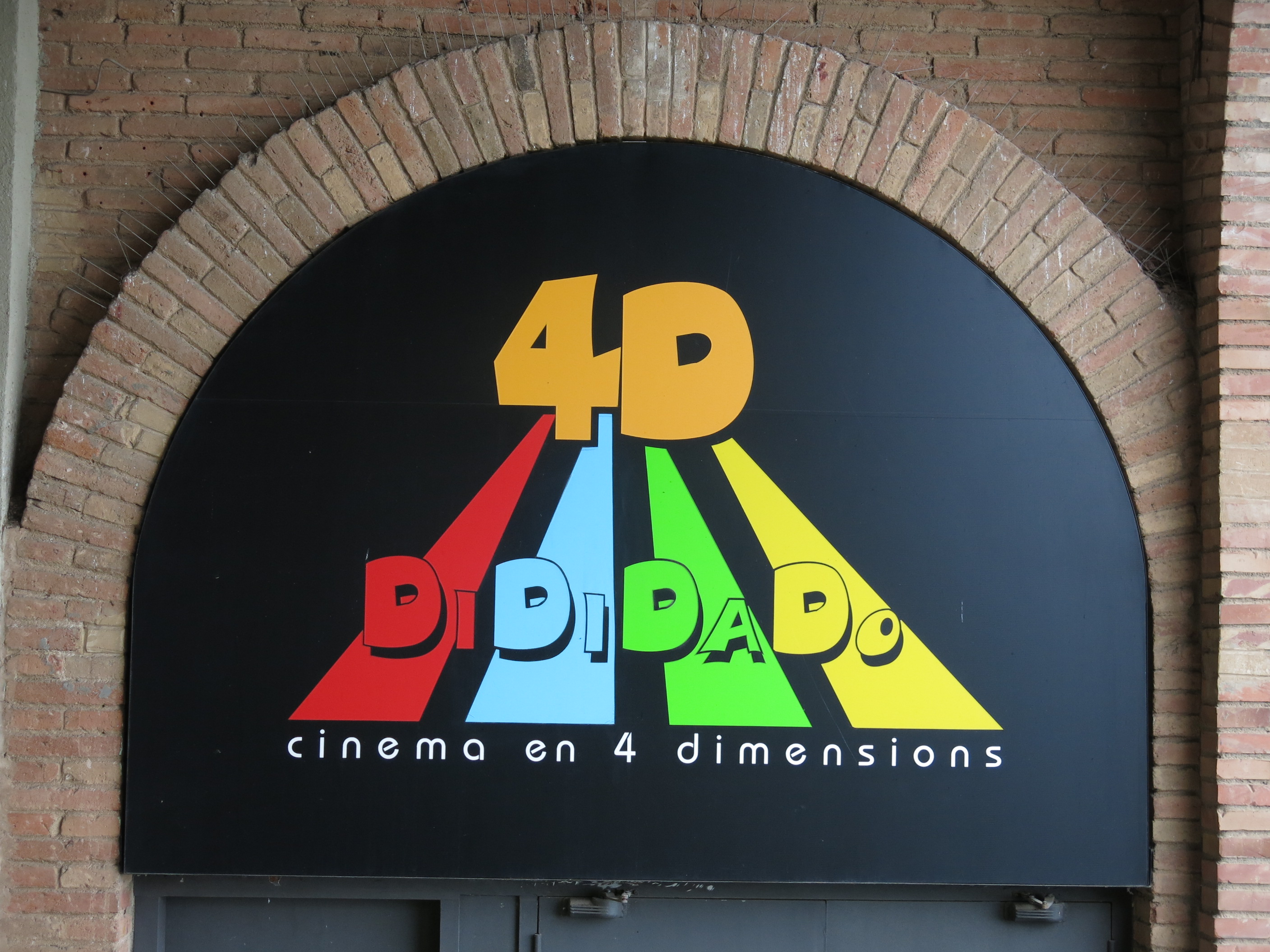
Szyld kina 4D

Kino 4D – potoczne określenie dla kin trójwymiarowych (3D), w których widz odbiera film nie tylko przez obraz i dźwięk, ale także przez ruch.
Sam obraz jest wyświetlany w tradycyjny sposób, a efekt trójwymiarowy jest uzyskiwany przez zastosowanie odpowiednich okularów z filtrami polaryzacyjnymi, które powodują wrażenie głębi (trzeciego wymiaru).
Natomiast pozostałe doznania (ruch, wiatr, itd.) oddziałujące na zmysły, zostały uznane za dodatkowy „wymiar”, stąd w skrócie nazwa „4D”. Ten rodzaj kin jest najczęściej jedną z atrakcji w wesołych miasteczkach, parkach rozrywki i lunaparkach. Grane są w nich przede wszystkim krótkie filmy, skupiające się na dostarczeniu widzom jak największej liczby efektów specjalnych, natomiast niekoniecznie na fabule.

## Historia
Filmy w technologii 4D zaczęto wyświetlać w Stanach Zjednoczonych, na przykład w miasteczku filmowym Universal Pictures w Orlando na Florydzie. Pierwszy film 4D „The Sensorium” powstał w Baltimore w 1984 r. Dwa lata później powstał film „Captain EO”. Kina interaktywne są dość popularne w USA, Japonii i Korei Płd.
W Polsce pierwsze filmy 4D wprowadziła polsko-amerykańska spółka Horrorwood Studio Polska. Na jej zlecenie firma MicroAutomatic zaprojektowała system pozwalający na synchronizację efektów specjalnych z trójwymiarowym obrazem. Projekt został zrealizowany w 2003 r., a w lutym 2004 r., w Zakopanem, po raz pierwszy w Polsce użyto nazwy Kino 4D do prezentacji krótkich filmów trójwymiarowych z dodatkowymi efektami.

## Technologia
Ze względu na sposób projekcji kino 4D jest kinem cyfrowym. Pierwsze polskie kina interaktywne zbudowano w oparciu o technologię polaryzacji liniowej (konieczne są okulary z filtrami polaryzacyjnymi). Projekcja odbywa się z dwóch projektorów na srebrnym ekranie (umożliwiającym zachowanie polaryzacji). Jednocześnie wyświetlane są dwa obrazy przesunięte względem siebie. Światło z każdego z projektorów jest spolaryzowane prostopadle względem drugiego. Jeżeli widzowie założą specjalne okulary z filtrami polaryzacyjnym, to mają wrażenie widzenia trójwymiarowego. Wrażenie jest pogłębione dzięki ekranom panoramicznym, które obejmują całe pole widzenia. Projekcji towarzyszy wysokiej jakości dźwięk przestrzenny. Filmy dostarczane są na nośniku cyfrowym. Do filmu tworzony jest zazwyczaj scenariusz efektów specjalnych.

### Smart Seat – inteligentne krzesła
Większość doznań, które odczuwają widzowie podczas projekcji 4D, jest możliwa dzięki mechanizmom zastosowanym w fotelach. W konstrukcji tzw. „inteligentnych krzeseł” (z ang. Smart Seat) zastosowano szereg rozwiązań:
- mechanizmy umożliwiają ruch fotela do tyłu i do przodu (odchylanie i powrót) oraz na boki. Oba te ruchy mogą także być wykonywane jednocześnie;
- siedzenie i oparcie wyposażono w takie systemy, które umożliwiają wypychanie lub zapadanie się poszczególnych fragmentów powierzchni, na której siedzi widz lub o którą się opiera;
- w okolicach głowy w oparciu i na wysokości nóg znajdują się otwory, przez które wypuszczane jest powietrze;
- w fotelu umieszczonym naprzeciwko widza są systemy doprowadzające wodę pod ciśnieniem, dzięki temu możliwa jest symulacja kropelek deszczu;
- na wysokości kostek znajduje się otwór, z którego wypychany jest pasek imitujący ugryzienia zwierząt lub inne doznania;
- w oparciu fotela są dwa głośniki, przez które widz słyszy dodatkowe efekty dźwiękowe odbierane inaczej niż ogólny dźwięk.

## Przyszłość kina 4D
Przyszłość kin z efektami specjalnymi dyktowany jest rozwojem techniki na świecie. Celem kina jest wprowadzenie widza w akcję filmu poprzez efekty specjalne, które ogranicza jedynie poziom technologii w czasie budowy kina. Od kilku lat obserwuje się dynamiczny rozwój kin 3D podyktowany niskimi cenami wyposażenia kin cyfrowych i ogólnoświatowej produkcji filmów 3D. Trwają równocześnie prace nad projekcją filmów bez użycia okularów.
Problemami związanymi z kinami 4D są takie kwestie jak krótki czas trwania projekcji, ograniczony repertuar oraz atrakcyjność alternatywy wobec tradycyjnych kin, również tych oferujących filmy 3D. Często kina 4D są traktowane jako atrakcje podobne do niektórych części parków rozrywki, przyciągające swoją nietypową formą, lecz mające trudności ze zbudowaniem długotrwałego zainteresowania. Wiele filmów 4D adresowanych jest do młodszej widowni; pomimo wyjątków (horrory, produkcje eksperymentalne, skrócone wersje tradycyjnych filmów) trudno określić atrakcyjność kin 4D dla dorosłych czy znacznej części widzów kin w ogóle. Niektóre kina 4D z sukcesem kontynuują swoją działalność (szczególnie w miejscach turystycznych), inne są zamykane, gdy ich popularność słabnie – tak stało się np. z polską siecią kin Kino 5D Extreme.
Kina 4D bywają porównywane do technologii wirtualnej rzeczywistości (VR), przy czym ich immersja jest określana jako mniejsza. Znaczną różnicą jest też szerszy wachlarz zastosowań VR (m.in. edukacja, terapia) oraz intensywniejszy rozwój w stosunku do filmów i kin 4D.